# Syrische Wüste

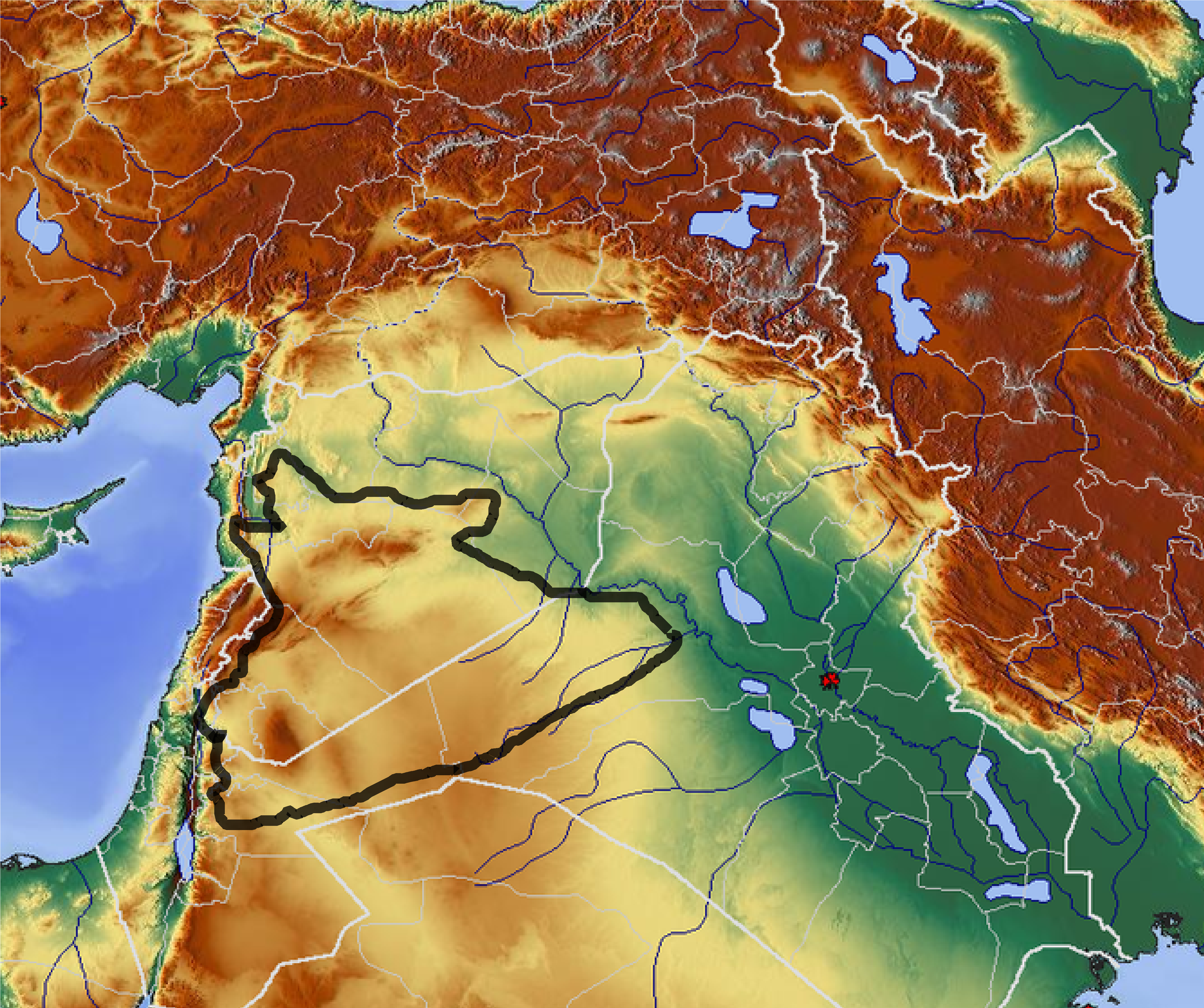
Geografische Lage der Syrischen Wüste

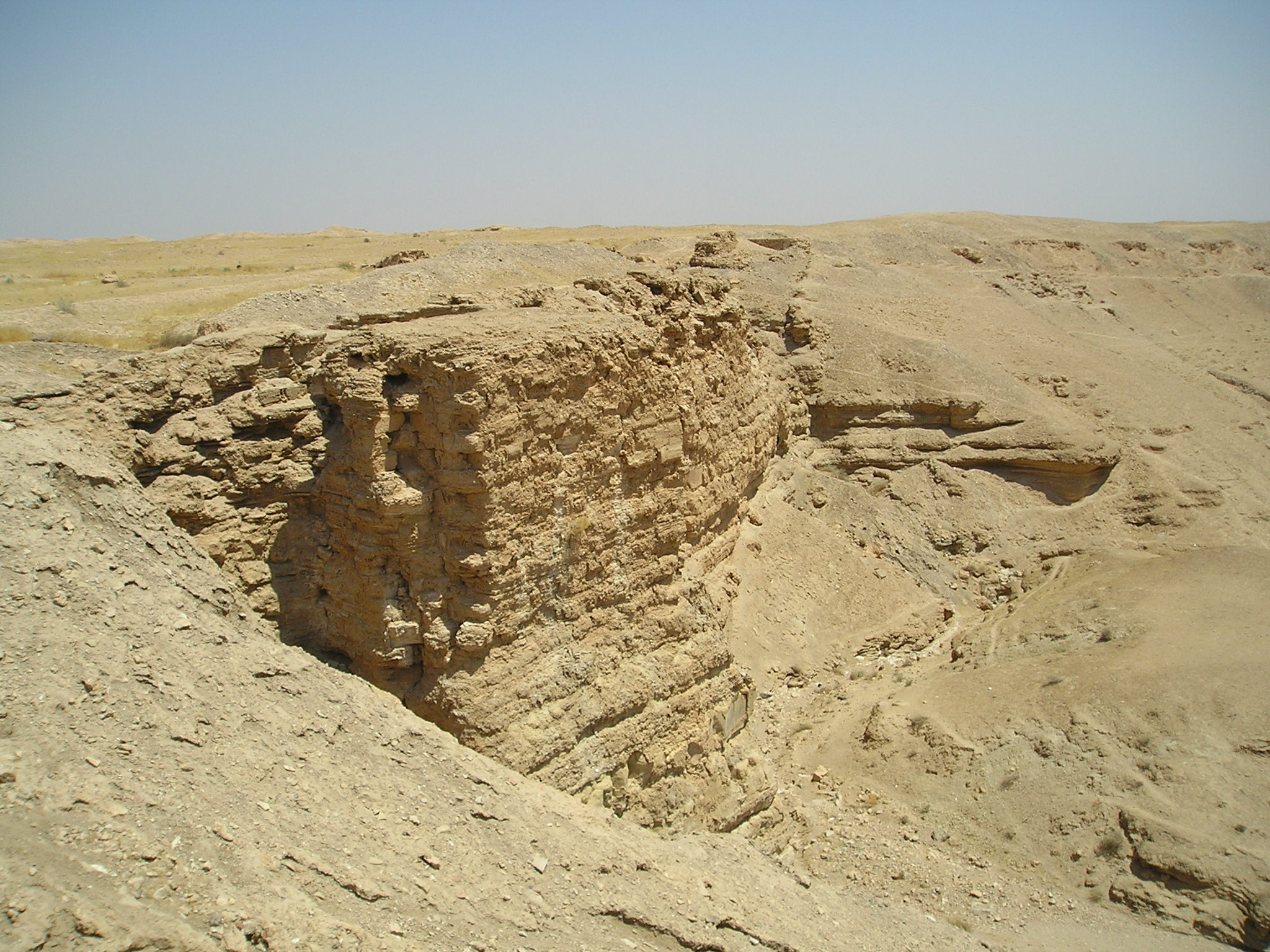
Am Rand von Dura Europos am mittleren Euphrat. Antiker Mauerrest aus sprödem Gipsstein oberhalb eines tief eingeschnittenen Wadis

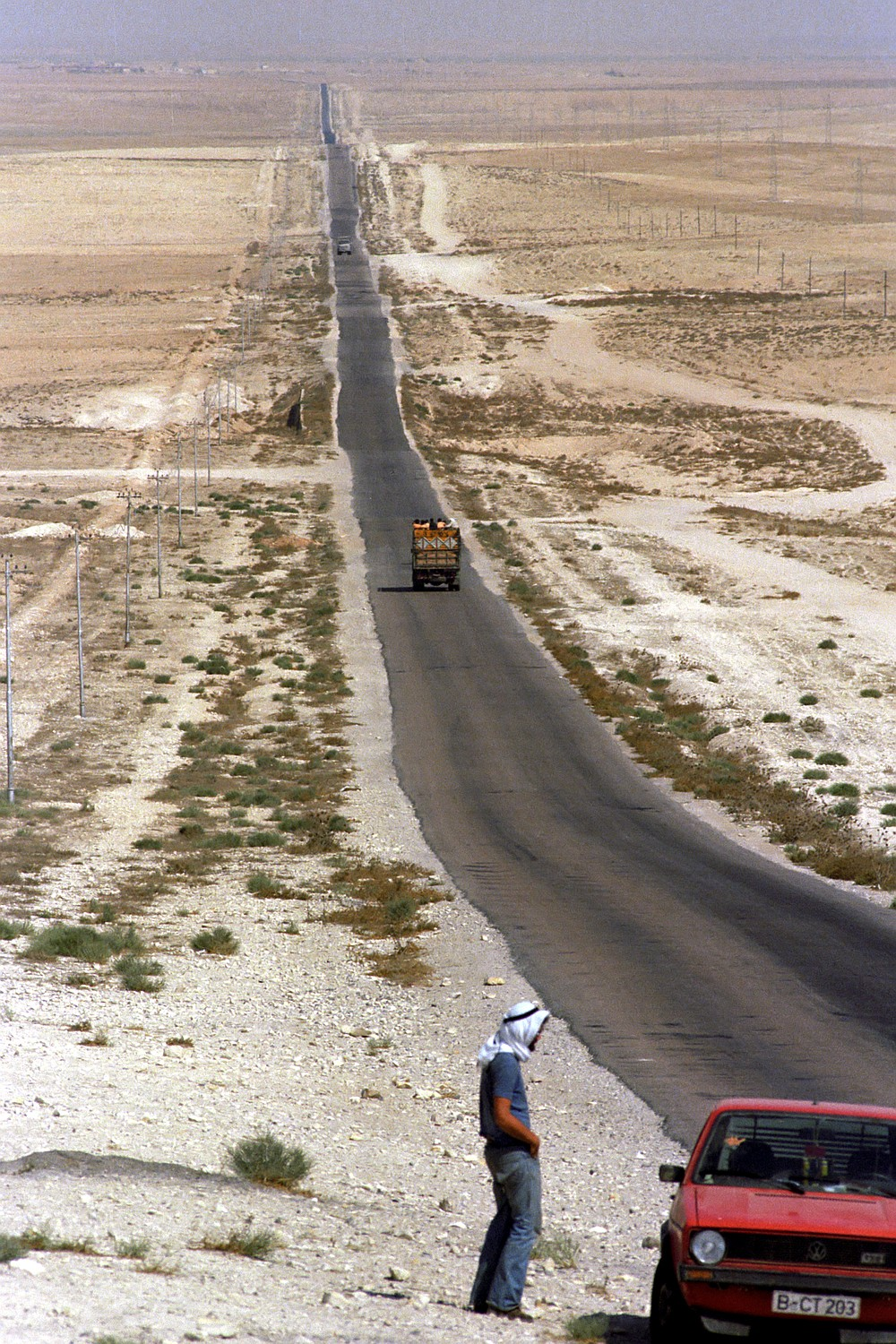
Straße durch die Syrische Wüste von Damaskus nach Palmyra

Die Syrische Wüste (arabisch بادية الشام, DMG bādiyat aš-šām), auch als Badia-Wüste bekannt, ist der westliche Teil der nordarabischen Trockensteppe, zu der knapp zwei Drittel der Landesfläche Syriens, der Osten Jordaniens und ein Teil des westlichen Iraks sowie der Norden Saudi-Arabiens gehören. Der Fruchtbare Halbmond nördlich des Euphrats geht mit nach Süden abnehmenden Niederschlägen zunächst in eine regenarme Steppe über und steigt jenseits der syrischen Landesgrenze allmählich bis zur hyperariden Wüste der Hochfläche Innerarabiens an.

## Geografie
Die Syrische Wüste gilt insgesamt klimatisch als Wüstensteppe. Ihre Grenze zur nördlich anschließenden Dschazīra bildet der Euphrat. In diesem Bereich liegen die durchschnittlichen Jahresniederschläge bereits unter 150 Millimeter, Ackerbau ist somit nur mit Bewässerung in der Euphrataue möglich. Die Regenfälle in den Wintermonaten erlauben die halbnomadische Viehzucht von Ziegen und Schafen. Im Westen hat sich vom syrischen Altsiedelland mit fruchtbaren Ackerebenen entlang der Linie Homs – Aleppo nach der Mitte des 19. Jahrhunderts ein Neusiedelland mit unbewässerten Getreidefeldern etwa 100 Kilometer von dieser Nord-Süd-Linie nach Osten bis zur Anbaugrenze (um 250 Millimeter Niederschlag) in die Steppe ausgedehnt. Salamiyya ist eine dieser Randsiedlungen, die von Ismailiten aus dem Dschebel Ansariye gegründet wurde.
Südlich davon reichen die Lavafelder der Syrischen Wüste bis an das Bergmassiv des Dschebel ad-Duruz im Hauran-Gebiet heran. Die Hauptverkehrsstraße zwischen den genannten Städten  führt nach Süden über Damaskus weiter und durchquert ganz Jordanien. Sie markiert dort etwa die Westgrenze der Syrischen Wüste.
Die höchste Erhebung der Wüste in Syrien ist mit 1390 Metern ein Gipfel des Dschabal Abu Rudschmain, ein zerklüftetes Felsgebirge nördlich von Palmyra, das sich weit sichtbar aus der etwa 500 Meter hoch gelegenen sandig-steinigen Ebene erhebt.
Im Sommer steigen die Temperaturen auf 45 bis 50 Grad, während sie in den Wintermonaten Dezember bis Februar nachts unter den Gefrierpunkt fallen können. Damit ähnelt das Klima den Wüsten Nordafrikas.

## Namen

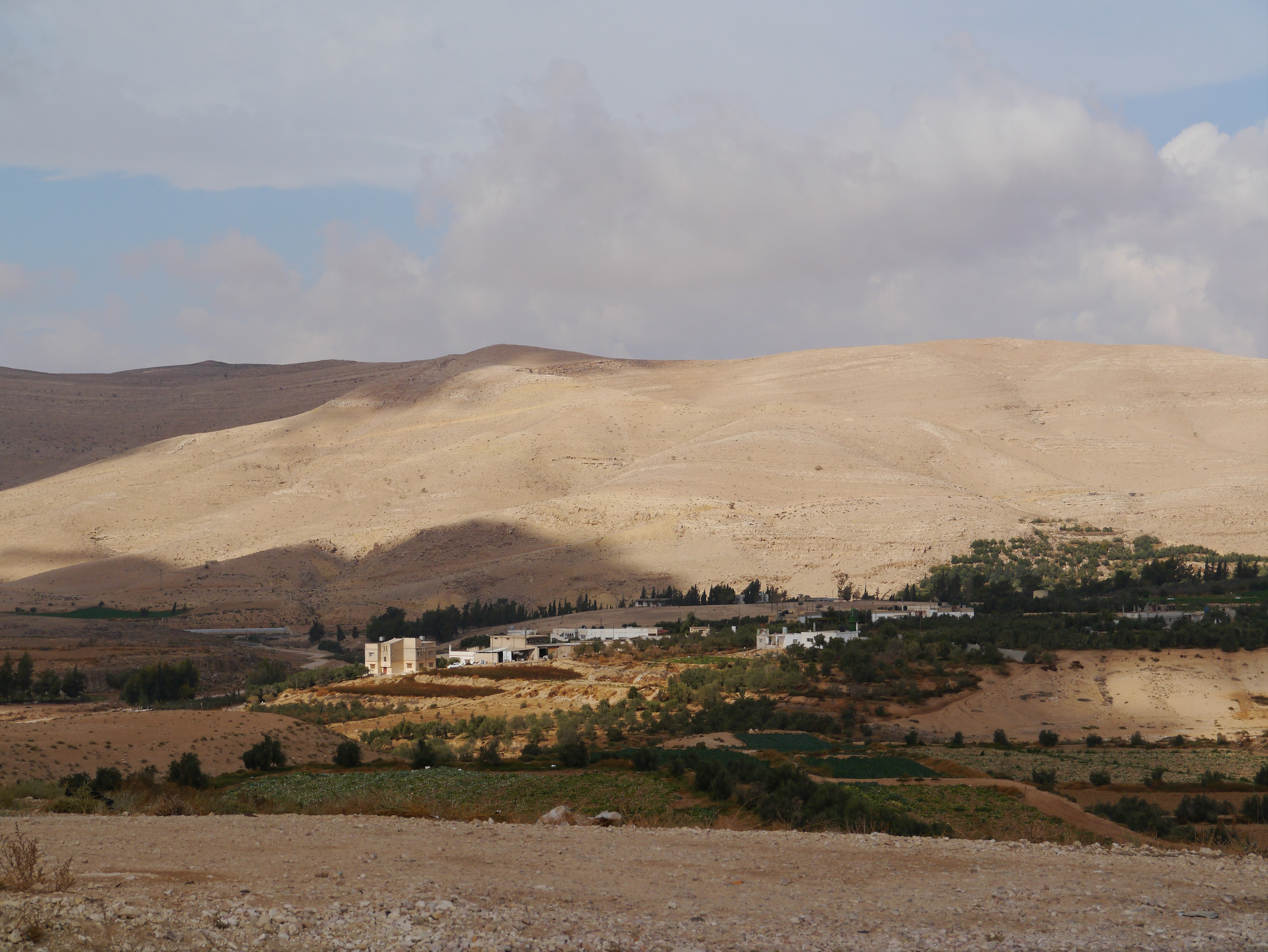
Siedlung mit bewässerten Feldern in der Syrischen Wüste in Ostjordanien

Al-Bādiya („Steppe, Wüste“) meint das Land der Beduinen zur Abgrenzung von al-Dschazira nördlich des Euphrat. Als alte geografische Bezeichnung steht Bādiya für die weite Wüstensteppe (Ṣaḥārā), in der Nomaden auf der Suche nach Weideland umherziehen, im Gegensatz zu Ḥāḍira, wo es von Ackerland umgebene feste Ansiedlungen gibt und wohin sich die Beduinen in ihre Sommerlager an Wasserstellen zurückziehen. Umfassender bedeutet Bādiya alles Land außerhalb befestigter Siedlungen. Ash-Shām (aš-Šām) ist das arabische Wort für Damaskus.
Im alten Ägypten hießen alle feindlichen und außerhalb des Reiches lebenden Völker Neunbogen. Eines dieser Völker wurde in der altägyptischen Sprache als Chaset-charu bezeichnet, was sich mit „Syrische Wüste“ übersetzen lässt. Chaset ist das Wort für „Wüste“, mit charu waren die Hurriter gemeint.